# Velarifictorus brunneri
Velarifictorus brunneri är en insektsart som först beskrevs av Lucien Chopard 1969.  Velarifictorus brunneri ingår i släktet Velarifictorus och familjen syrsor. Inga underarter finns listade i Catalogue of Life.